# تاپا
تاپا (به استونیایی: Tapa) یکی از شهرک‌های کشور استونی است.
این شهرک در سال ۲۰۱۱ میلادی ۵٬۸۹۶ نفر جمعیت داشته است.

## نگارخانه

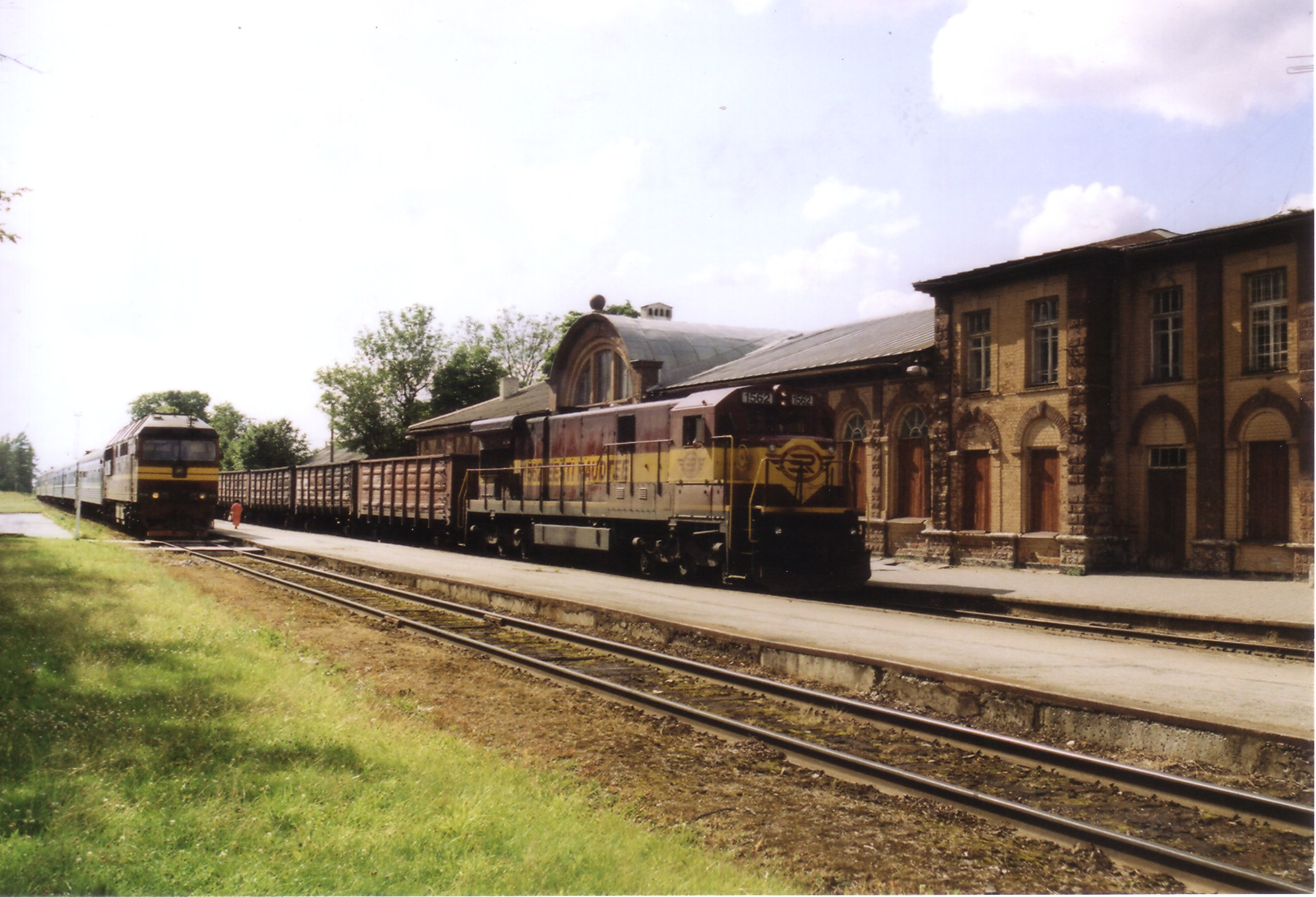
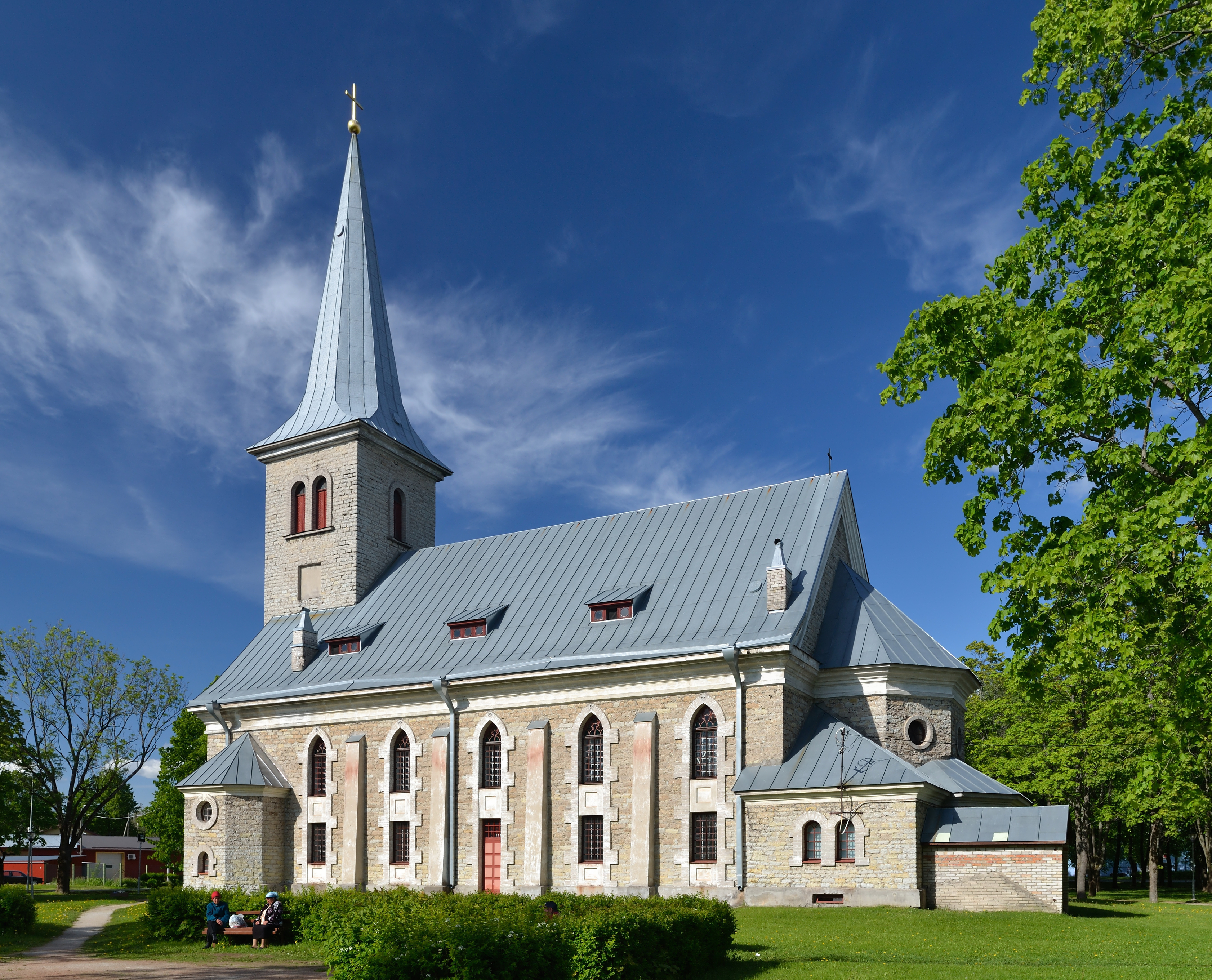
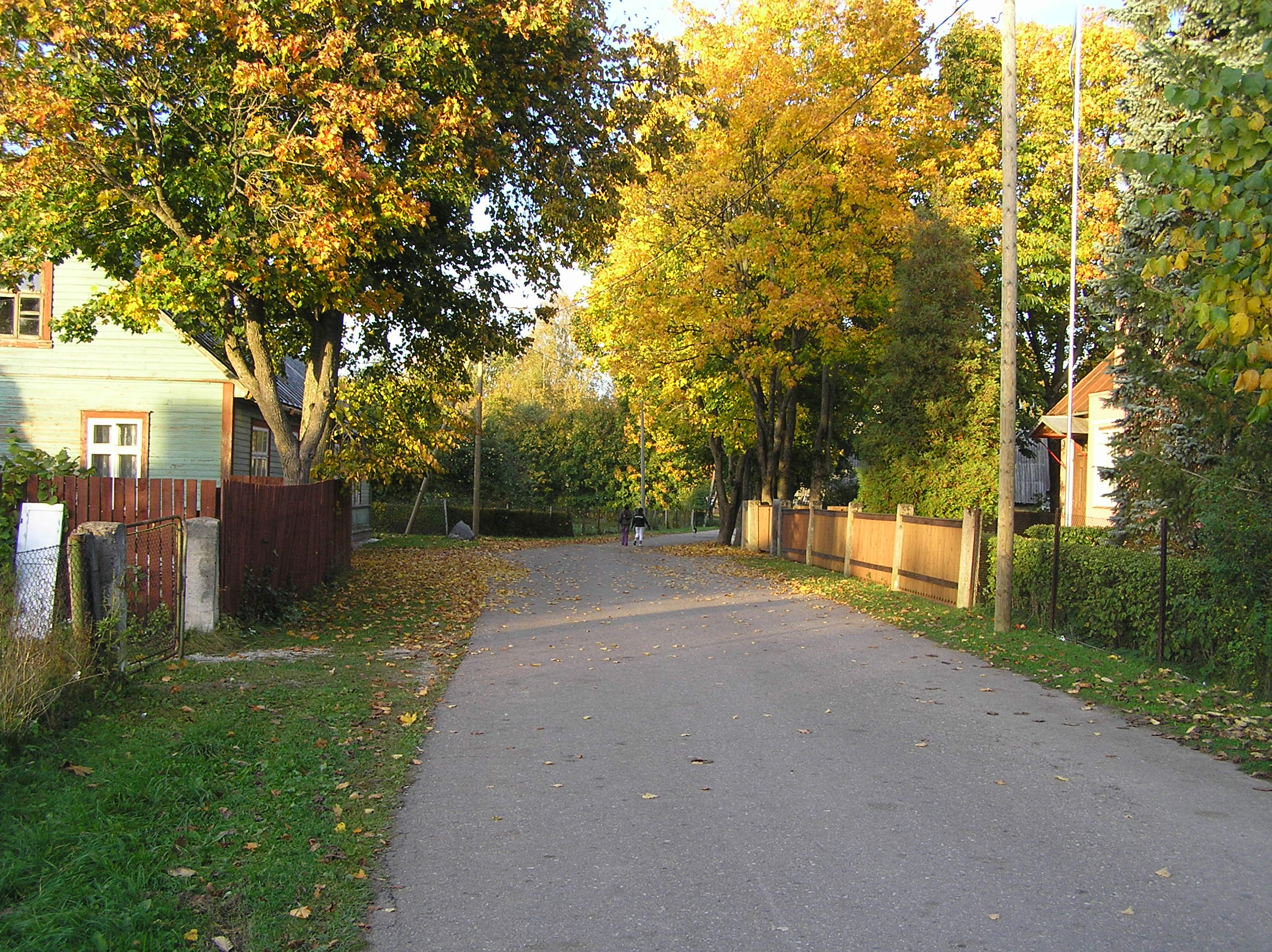
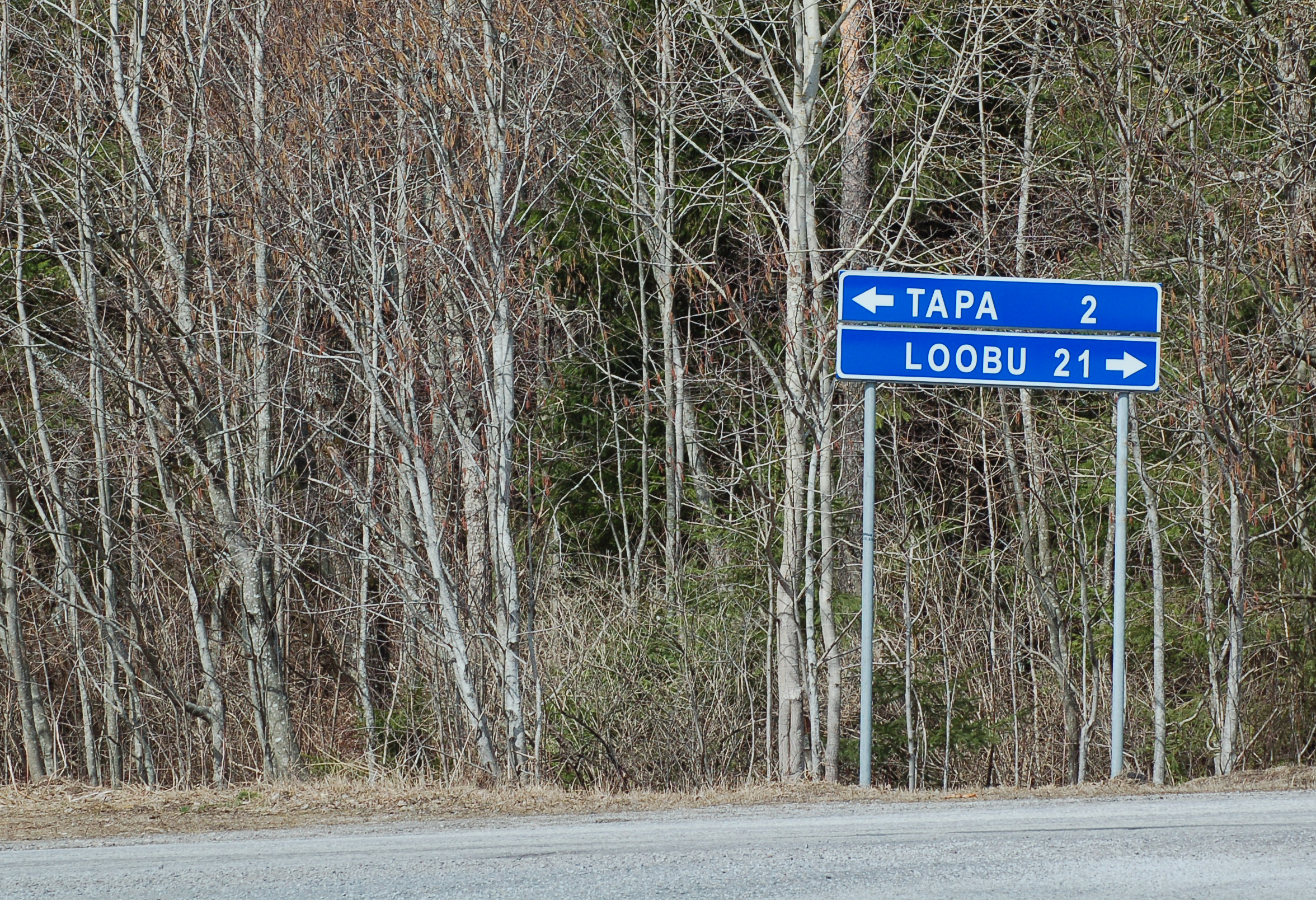

## شهرهای خواهرخوانده
- آکا, فنلاند
- پریتتس, آلمان
- دوبل, لتونی
- تروسا, سوئد
- کمبرلند, آمریکا